# 100 євро
Сто євро, також €100 — п'ята за номінальною вартістю банкнота євро. Перебуває в обігу від 2002 року, з моменту введення валюти.

## Дизайн
Банкнота в сто євро має розміри 147x82мм. Виконана у зеленій кольоровій гамі.
Всі банкноти євро містять зображення мостів та арок/дверних прорізів різних історичних стилів європейської архітектури. Сто євро відображає архітектурні елементи стилів стилі бароко/рококо (17-18 століття н. е.). Хоча Роберт Каліна розробив оригінальні малюнки реально існуючих будівель, з політичних причин вирішено розмістити схематичні приклади відповідних архітектурних епох.
Як і решта банкнот, сто євро містить найменування валюти, номінал, прапор Євросоюзу, підпис президента Європейського центрального банку, 12 зірок ЄС, рік випуску та спеціальні елементи захисту банкноти.

## Елементи захисту банкноти
Банкнота в 100 євро захищена голограмою, сузір'ям EURion, водяними знаками, рельєфним друком, захисною ниткою, ультрафіолетовим чорнилом, чорнилом, що змінює колір, мікродруком, матовою поверхнею, перфорацією, штрихкодом і серійним номером, який підкоряється певному математичному правилу. Код емітенту розташований праворуч у положенні 9 o'clock star.

## Зміни
Від 2002 року зміни в дизайн банкноти не вносились, однак 2011 року очікується друк нових банкнот із дещо оновленим дизайном. Також на перших емісіях стоїть підпис голови Європейського центрального банку Віма Дейсенберга, який пізніше замінили на підпис чинного голови Європейського Центробанку Жана-Клода Тріше.